# Дарбука

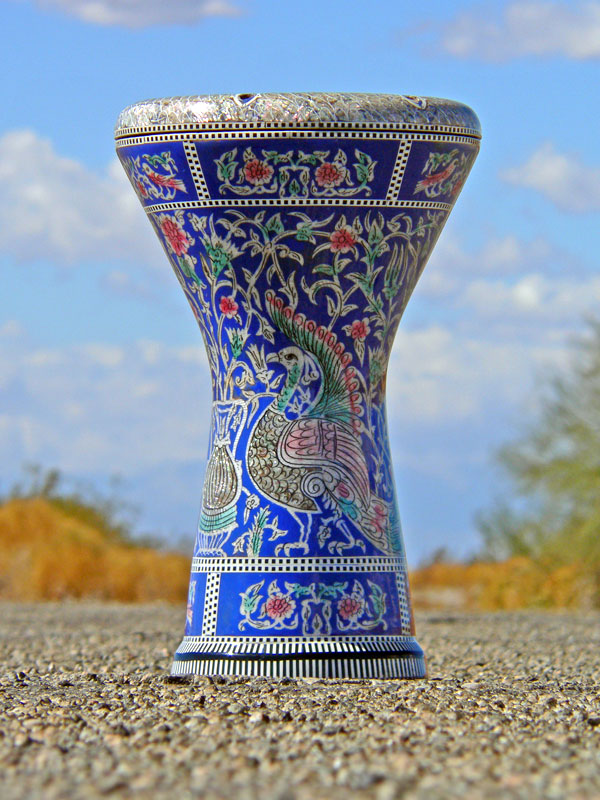
Дарбука з Єгипту

Дарбу́ка (араб. دربوكة) — ударний музичний інструмент невизначеної висоти звуку, невеликий барабан, поширений у країнах Магрибу, Єгипті, Туреччині, на Південному Кавказі та Балканах. Під час гри на дарбуці задіюють лише пальці. Традиційно дарбуку виготовляють із глини, після чого розписують фарбою. Окрім глиняних існують також металеві дарбуки, їхній корпус прикрашають граверним розписом. Мембрани дарбуки можуть бути як шкіряними, так і пластиковими.

## Історія

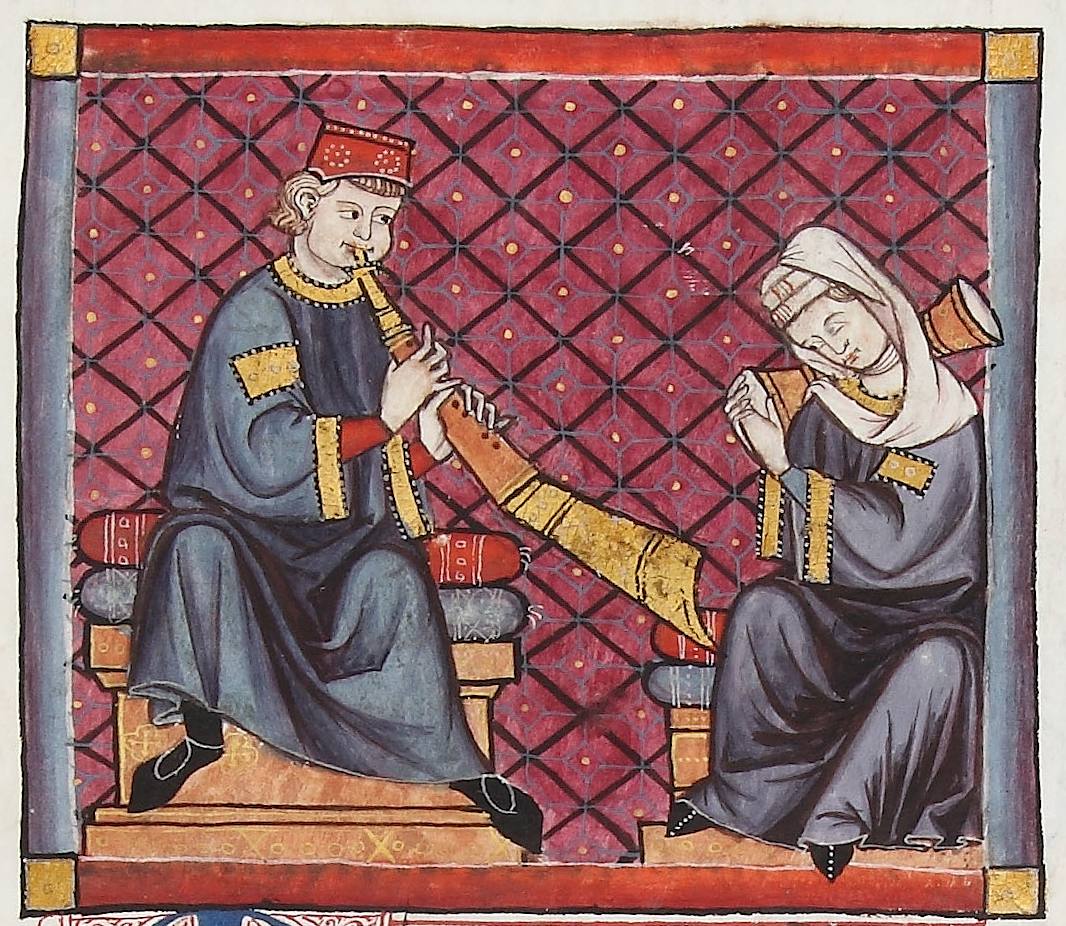
Жінка тримає барабан у форму кубка. «Пісні Діви Марії», XIII століття.

Точний час появи дарбуки не встановлено.
У Європі барабани у формі кубка траплялися з часів пізнього неоліту і ранньої бронзової доби, від Південної Данії через Німеччину (де їх знайдено найбільше) до Чехії та Польщі. В алтайських похованнях, датованих V століттям до н. е., також виявлено схожі барабани. Вони трапляються в різних формах, і схоже, що стародавні майстри експериментували з формою і способами закріплення шкіри, намагаючись знайти оптимальне рішення. Проте в ранньому бронзовому столітті ці барабани почали зникати. Схожість цих барабанів з дарбукою дозволяє розглядати дарбуку як найуспішніший варіант, який прижився на Близькому Сході і в Північній Африці, але чомусь зник у Європі.
Щодо Близького Сходу, то свідчення існування барабанів кубкоподібної форми трапляються ще в XI столітті до н. е.: на вавилонському диску зображено високий (приблизно 90 см) барабан на дуже короткій основі. Такі барабани мали ритуальне значення і називалися «ліліш» (lilis). Це були храмові барабани на спеціальних підставках. Пізніше почали проявлятися зменшені ліліші, так звані лілішу (lilissu), які мали вже трохи інші пропорції; їх можна було вже носити з собою. У Єгипті, в період Вісімнадцятої династії (1550-1292 до н. е.), художник із Фів зобразив барабан кубкоподібної форми, і в Дейр-ель-Бахрі є також глиняна скульптура людини, що грає на такому інструменті. Ця зменшена форма барабана стала відома арабам, в культуру яких він успішно влився.
Зображення такого барабана трапляється в «Піснях Діви Марії» (Cantigas de Santa Maria), написаних під час правління Альфонса X Кастильського (XIII століття, час звільнення від арабського панування в Іспанії). Це зображення єврейської пари, де жінка тримає барабан у формі кубка. В арабських джерелах (збереглися малюнки та ілюстрації) зображення барабана такої форми вперше трапляється в малюнках, виконаних між 1519 і 1590 роками, де перські цигани грають на подібних інструментах. У книзі XIX століття періоду правління династії Каджарів в Персії також трапляється подібний малюнок. На більш ранніх середньовічних арабських картинах, що зображують музикантів, найчастіше трапляються люди з бубнами.

## Будова

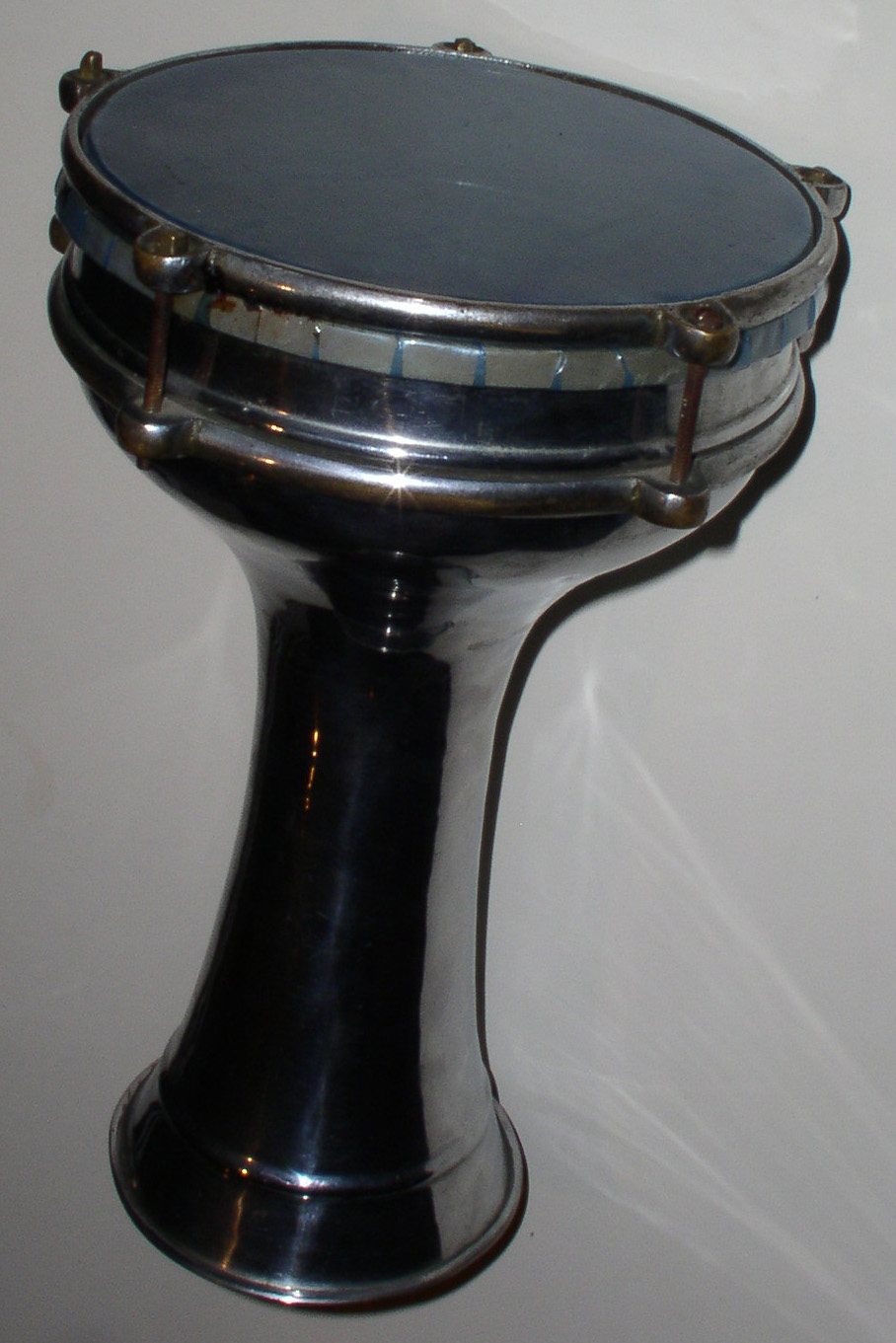
Турецька дарбука з прямими кутами біля пластикової мембрани.

Спочатку барабан виготовляли з обпаленої глини, пізніше — з дерева (горіх, абрикос), а на його верх натягували телячу чи козячу шкіру. На сьогодні популярними є металеві дарбуки (алюміній або мідь), а мембраною служить спеціальний пластик. Трапляються також керамічні дарбуки з пластиковою мембраною та металеві зі шкіряною.
Перевагою металевих дарбук із пластиковою мембраною є те, що за допомогою гвинтів, на яких кріпиться мембрана, можна регулювати її натяг, тим самим змінюючи звучання дарбуки. Також металеві дарбуки порівняно з керамічними є набагато витривалішими. Глиняні дарбуки є досить крихкими, а шкіряна мембрана дуже чутлива до вологи, тому барабани такого типу потребують постійного догляду.
Середня висота інструмента — 350—400 мм, діаметр — близько 280 мм. Залежно від розміру, і, відповідно, звучання, дарбуки мають різні назви.
Є два основні види дарбук: єгипетська і турецька. У єгипетських дарбук краї верхньої частини барабана заокруглені, згладжені (такі дарбуки часто називають думбеками), а в турецьких — ні. Кожен тип має свої переваги під час гри: округлі краї єгипетської дарбуки бережуть пальці і полегшують «перекочування» пальцями, але ускладнюють «клацання»; у турецької дарбуки — навпаки. Однак, це не означає, що вид барабана робить ту чи іншу техніку гри неможливою.
В інструментів «традиційного» виготовлення мембрану закріплено мотузкою; у металевих дарбук мембрану зверху охоплює металеве кільце, яке кріпиться до корпусу гвинтами. У єгипетських дарбук ці гвинти втиснуто в кільце, а у турецьких винесено назовні, що може заважати новачкам. Кількість гвинтів переважно складає від п'яти до восьми. Чим більше гвинтів, тим точніше можна налаштувати звучання барабана.
Резонанс Гельмгольца, що виникає через кубкоподібну форму інструмента, дозволяє досягнути лункого та глибокого басу при несильному ударі. Цим також пояснюють те, що думбеки з вузькою «шийкою» корпусу утворюють нижчий звук при ударі по центру мембрани, ніж ті, у яких «шийка» ширша.

## Назви
Залежно від регіону ці барабани мають різні назви. Відповідно, може відрізнятися їхня будова. Загальна назва — darbakeh, tarabuka (دربكة), tablah, tableh (طبلة)
- Darbuka/Dümbelek (Туреччина)
- Darbuka/Tarbuka (Ізраїль)
- Qypi (Албанія)
- Toumberleki/Toumpeleki (Греція)
- Darabuka/Tarabuka (Румунія)
- Darbuk (Хорватія)
- Tarambuka (Болгарія)
- Dumbelek (Крим — татари)
- Dobouk (Угорщина)
- Doumbek/Doumbeg (Вірменія)
- Dumbul/Dunbul/Dümbək (Азербайджан)
- Derbakeh (Сирія, Ліван)
- Dombuk/Derbakeh (Ассирія)
- Tepill (Курдистан)
- Tarbouka (Узбекистан, Таджикистан, Афганістан — бухарські євреї)
- Zairbaghali (Афганістан — дарі)

## Техніка гри

### Позиція інструмента

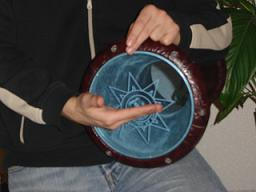
Одна з позицій для гри на дарбуці.

Інструмент традиційно тримають з лівого боку (хоча це залежить від того, яка рука домінує). Грають найчастіше сидячи (барабан на колінах, ліва рука його притримує; або ж дарбуку затискають між колін) або стоячи (барабан притискають до лівого боку, підвішують на спеціальному ремені або кладуть на ліве плече). Грають на дарбуці долонями і пальцями обох рук. Провідною при цьому є права рука, ліву ж використовують в основному для орнаментації ритму. Такий стан інструменту і сам принцип гри на ньому дуже схожі з технікою гри на рику.
Існує також техніка комбінованої гри рукою і паличкою (в Туреччині таку паличку називають чубук (çubuk)), поширена в Туреччині, на Балканах і в Єгипті. Цю техніку широко застосовують місцеві цигани.

### Техніка добування звуків
Основних тонів два: низький, отримуваний від удару ближче до центру мембрани, і високий, коли пальці б'ють по краю барабана. Попри це, є безліч способів витягувати звуки, тому ритми дуже насичені й багаті декоративними елементами, на кшталт клацань або тремоло.
Різноманітність способів добування звуків велика: прості удари долонею в район центру дарбуки (низький), удари пальцями по краях, різні техніки перекочування пальців (наприклад, спліт-фінґер), дзвінкі ляски долонею, дзвінкі й глухі клацання, удари по корпусу дарбуки, просовування руки всередину барабана для зміни тембру низького удару, гра на внутрішній поверхні мембрани, тертя мембрани, приглушення звуку притисканням мембрани пальцями / долонею тощо. Для заповнення ритму в інтервалах використовують також плески в долоні.

### Ритми
Ритми записують використовуючи нескладне позначення для звуків, наприклад:

1-+-2-+-3-+-4-+- 

D-D-tkT-D-tkT-tk
, де

- D — це Dum, низький звук при ударі долонею в центр барабана;
- t — tek, не дуже високий звук удару правою рукою по краю дарбуки;
- k — ka, той же tek, але для лівої руки[9].
- T = te, K = ka — високий звук удару правою/лівою рукою по краю дарбуки;

Таким чином можна прочитати ритм як «ДумДум-текаТек-Дум-текаТек-теку». Повторивши кілька разів без паузи між повторами, можна вловити ритм.
Великі літери використовуються для передачі акцентованих ударів, малі — для передачі звичайних. Основу ритму становлять акцентовані (сильні) удари, у той час як більш слабкі удари є декоративними, тобто «заповнюють» ритм. У цьому прикладі основний ритм D-D-__T-D-__T-__, все неакцентовані t і k — заповнення. Останню комбінацію tk зазвичай називають «містком», вона служить для органічного поєднання ритму.
| ритм                                                                                               | назва                             | примітка |
| -------------------------------------------------------------------------------------------------- | --------------------------------- | --- |
| 1-+-2-+-3-+-4-+- D-T-__T-D-__T-__ D-T-tkT-D-tkT-tk                                                 | максу́м (maqsoum) 4/4              | Поширений усюди. |
| 1-+-2-+-3-+-4-+- D-D-__T-D-__T-__ D-D-tkT-D-tkT-tk                                                 | ба́ладі (baladi) 4/4               | Більш фольклорний варіант максума, його виконують повільніше. |
| 1-+-2-+-3-+-4-+- D-T-__D-D-__T-__ D-T-tkD-D-tkT-tk                                                 | саї́ді (sayidi) 4/4                | Подвоєний середній dum; популярний у Південному Єгипті. |
| 1-+-2-+-3-+-4-+-5-+-6-+-7-+-8-+- D---__T---__T---D---D---T---____ D-tkT-T-tkD-T-tkD---D---TktkT--- | чифтете́лі (shiftatelli) 8/4       | Популярний в Греції та Туреччині, його виконують повільно. |
| 1-+-2-+-3-+-4-+-5-+-6-+-7-+-8-+- D---D---____T---D---____T---T--- D---D---tktkT-tkD-tktkT-TktkT-tk | масму́ді (masmoudi) 8/4            | Масмуда — одне з племен берберів у Марокко (Masmouda). |
| 1-+-2-+- Dk-kD-k- DtktDktk                                                                         | фала́хі (falahi) 2/4               | Його виконують удвічі швидше, ніж максум. «Простонародний» ритм (назва арабською означає «селянин»). Популярний у Південному Єгипті.                                         |
| 1-+-2-+- D--kD-T- D-kkD-S-                                                                         | аю́б (ayub) 2/4                    | Схожий на фалахі, поширений усюди. В повільні формі його використовують в ритуальному трансовому танці «зар» (іноді цей ритм так і називають — «зар») в Магрибі.             |
| 1-+-2-+- D--T--T- DkkTkkTk                                                                         | малфу́ф (malfouf) 2/4              | Дуже популярний ритм, його часто використовують у сучасній поп-музиці в Єгипті та Лівані.                                                                                    |
| 1-+-2-+-3-+-4-+-5- D-__T-__D-__T-T-T- D-kkT-kkD-kkT-T-T-                                           | карсіла́ма (karsilama) 9/8=2+2+2+3 | Означає «віч-на-віч», його виконують спочатку повільно, а потім швидко: 1 2 3 123. Популярний у народних грецьких та турецьких піснях, а також у сучасному турецькому джазі. |

Багато ритмів є синкопованими, тобто ритм утворює як сильні, так і слабкі звуки.

## В інших музичних традиціях
Вперше дарбуку в західній класичній музиці було використано в опері Гектора Берліоза «Троянці» (Les Troyens, 1863), в «Танці нубійських рабів» e IV акті. Перші композиції для дарбуки та оркестру написав Халім Ель-Дабх (Halim El-Dabh) в 1950-х; прем'єра його Fantasia-Tahmeel відбулася в Нью-Йорку 1958 року. Струнним оркестром диригував Леопольд Стоковський. У середині 1960-х дарбука ставала дедалі популярнішою в арабських оркестрах, 1966 року вона вже грала значну роль в класичній п'єсі «Факаруні» (у виконанні Ум Кульсум). Зараз дарбуку широко застосовують у сучасній арабській поп-музиці.
Думбек також використовують в багатьох музичних колективах. Традиційний танець живота без цього інструменту немислимий. Дарбуку також використовують в музиці для народного танцю дабке, популярного в Леванті.

## Виробники
У Єгипті та Туреччині дарбуку можна купити скрізь і будь-якої якості, від пакистанської залізяки з пластиком за кілька доларів до прикрашених перламутром шедеврів ручної роботи за кілька сотень.
Є відомі міжнародні фірми-виробники на зразок Remo або Meinl (яка розрізняє думбек[недоступне посилання з липня 2019] і дарбуку[недоступне посилання з липня 2019]). Дуже відомими є фірми Gawharet el Fan, Alexandria (Єгипет) і Kevork (Ліван). Багато майстрів часто підписують свої роботи внизу інструменту.
Ще одним популярним виробником і одночасно імпортером дарбук є Mid-East Mfg [Архівовано 23 червня 2011 у Wayback Machine.].
У Туреччині поширені дарбуки турецької фірми Saz.